# Alanya
Alanya (IPA: /aˈɫanja/), precedentemente Alaiye, è una città balneare, centro dell'omonimo distretto, sulla costa meridionale della Turchia, nella Regione del Mar Mediterraneo; è situata a 138 km ad est della città di Adalia. Secondo il censimento turco del 2010 la città era popolata da 98.627 persone.
Grazie alla sua naturale posizione strategica su una piccola penisola nel Mar Mediterraneo sotto la catena montuosa del Tauro, Alanya è stata una roccaforte locale per molti imperi mediterranei, tra cui quelli tolemaico, seleucide, romano, bizantino, e ottomano. Nel medioevo c'è stata una grande importanza politica di Alanya con il Sultanato di Rum sotto il dominio di Kayqubad I, da cui la città prende il nome. Alcuni punti di riferimento della città sono sicuramente Kızıl Kule (Torre Rossa) e Tersane.
Il clima mediterraneo, le attrazioni naturali e il patrimonio storico rendono Alanya una destinazione popolare per il turismo, ed è infatti responsabile per il nove per cento del settore turistico della Turchia, e del trenta per cento degli acquisti esteri di beni immobili nel territorio turco. A partire dal 1958 il turismo è aumentato, diventando il settore dominante in città, con un conseguente aumento della popolazione. Ogni anno in questa città hanno vita diverse eventi sportivi e festival culturali. Nel 2014 viene eletto sindaco Adem Murat Yücel, del Partito del Movimento Nazionalista, battendo Hasan Sipahioğlu (Partito per la Giustizia e lo Sviluppo), sindaco della città dal 1999.

## Nome
La città è stata posseduta da diversi imperi che si sono successi nel corso dei secoli, variando quindi man mano il suo nome. Alanya era nota in latino come Coracesium e in greco come Korakesion, derivati da Korakassa (lingua luvia), il cui significato è "punto/sporgente della città".
La Chiesa cattolica romana riconosce ancora il nome latino come sede titolare nella sua struttura gerarchia. Sotto l'impero bizantino prende il nome di Kalonoros o Kalon Oros, che in greco significa "bella montagna". I Selgiuchidi la ribattezzarono Alaiye (علائیه), un derivato del nome del sultano 'Alā al-Dīn Kayqubād bin Kaykā'ūs. Nel XIII e XIV secolo, i commercianti italiani chiamarono la città Candelore o Cardelloro.

## Geografia fisica

### Territorio

Mappa della penisola di Alanya

Situata sul Golfo di Antalya, nella pianura costiera anatolica della Panfilia, la città si trova tra le montagne del Tauro a nord e il Mar Mediterraneo; fa parte della riviera turca, che occupa circa 70 chilometri di costa. 
Da ovest a est, il quartiere Alanya confina con il quartiere di Manavgat lungo la costa, la montagnosa Gündoğmuş all'interno, Hadim e Taşkent nella provincia di Konya, Sarıveliler nella provincia di Karaman, e il quartiere costiere Gazipaşa. Manavgat ospita le antiche città di Side e Selge. Nell'est della città, distante circa 15 km, scorre il fiume Dim Cayi, che nasce dalle montagne del Konya e confluisce nel Mediterraneo.
Diversi sono gli altopiani, come Pınarbaşı, Gedevet e Deretürbelinas, nei confini del villaggio di Dere Köyü, senza contare Türktaş e Mahmutseydi, sicuramente i più noti della zona. La pianura della Panfilia che si trova tra il mare e la montagna è un esempio isolato dell'Ecoregione Foreste di conifere, sclerofille e latifoglie del Mediterraneo orientale del Bacino del Mediterraneo, che comprende il Cedro del Libano, la macchia sempreverde, gli alberi di fico, e il pino nero. Per massiccio montuoso di Alanya ci si riferisce alla zona di rocce metamorfiche nell'est di Antalya. Questa formazione è divisa in tre falde, dal più basso al più alto: Mahmutlar, Sugözü, e Yumrudağ. Nel nord della città viene estratta la Bauxite, roccia sedimentaria che costituisce la principale fonte per la produzione dell'alluminio.

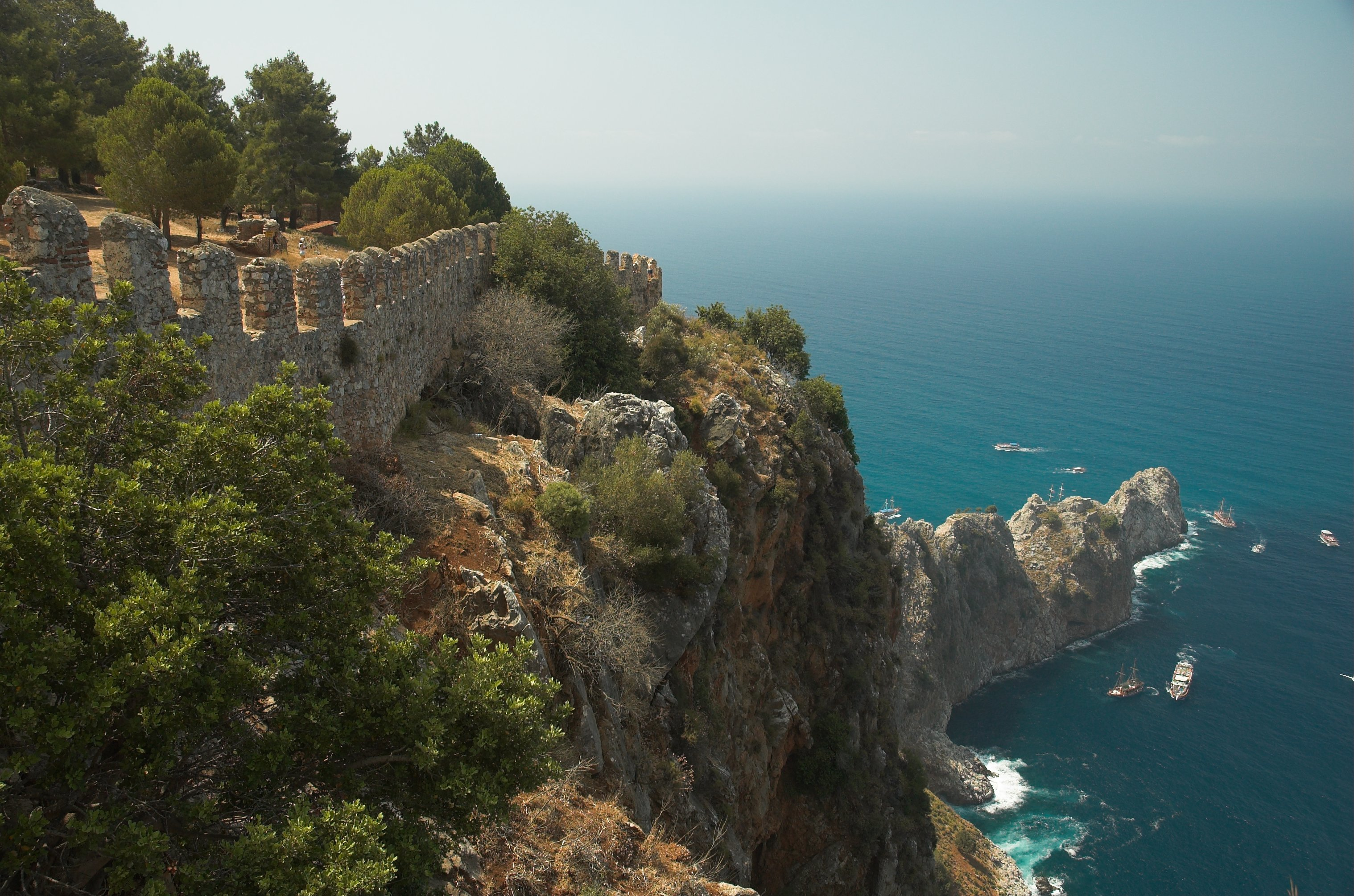
Punta della penisola di Alanya

La zona est e quella ovest della città sono divise da una penisola rocciosa, il tratto distintivo della città. 
Il porto, centro della città, e Keykubat Beach, dal nome del sultano 'Alā al-Dīn Kayqubād bin Kaykā'ūs sono sul lato orientale della penisola. Damlataş Beach e Kleopatra Beach sono invece a ovest. Il nome "Cleopatra" probabilmente deriva dalla regina egizia del periodo tolemaico che visitò la città.
Atatürk Bulvarı, il viale principale, che percorre parallelamente il mare, divide il sud, la parte di Alanya molto più turistica, e il nord, la parte invece più indigena che si estende nel settentrione verso le montagne. Çevre Yolu Caddesi, un'altra importante strada, circonda le principali città del nord.

### Clima
Alanya ha un Clima mediterraneo dominante. Situata nel bacino del Mediterraneo, la zona di alta pressione subtropicale permette alla maggior parte delle precipitazione di cadere prevalentemente e frequentemente d'inverno, facendo sì che le estati siano lunghe, calde, e secche; questa sua caratteristica climatica le valse lo slogan "dove il sole sorride".
In base ai dati meteorologici, mentre la temperatura media dell'aria è di 20 °C, la temperatura media del mare è sui 22,1 °C. La corrente d'aria che si crea tra la penisola e i monti Tauri e il vento che di pomeriggio soffia dal mare verso terra, sono importanti fattori che regolano la calura estiva. Poiché la temperatura dell'acqua marina è elevata e il periodo di sole è prolungato, perfino in inverno, nelle giornate di sole, è possibile fare bagni di mare e di sole. La presenza del Monte Tauro in prossimità del mare causa la quantità abbondante di nebbia che c'è nel territorio.
Fonti:

| Alanya - Valle dell'Ofanto | Mesi  | Mesi  | Mesi | Mesi | Mesi | Mesi | Mesi | Mesi | Mesi | Mesi | Mesi  | Mesi  | Stagioni | Stagioni | Stagioni | Stagioni | Anno    |
| Alanya - Valle dell'Ofanto | Gen   | Feb   | Mar  | Apr  | Mag  | Giu  | Lug  | Ago  | Set  | Ott  | Nov   | Dic   | Inv      | Pri      | Est      | Aut      | Anno    |
| -------------------------- | ----- | ----- | ---- | ---- | ---- | ---- | ---- | ---- | ---- | ---- | ----- | ----- | -------- | -------- | -------- | -------- | ------- |
| T. max. media (°C)         | 16,2  | 16,3  | 18,3 | 21,1 | 24,7 | 28,7 | 31,5 | 32,1 | 30,2 | 26,5 | 21,5  | 17,8  | 16,8     | 21,4     | 30,8     | 26,1     | 23,7    |
| T. min. media (°C)         | 8,6   | 8,5   | 10,1 | 13,0 | 16,7 | 20,5 | 23,3 | 23,7 | 21,2 | 17,4 | 13,0  | 10,0  | 9,0      | 13,3     | 22,5     | 17,2     | 15,5    |
| Precipitazioni (mm)        | 199,0 | 149,4 | 97,8 | 70,7 | 32,4 | 8,5  | 4,5  | 2,7  | 17,5 | 98,5 | 182,9 | 231,2 | 579,6    | 200,9    | 15,7     | 298,9    | 1 095,1 |
| Umidità relativa media (%) | 57    | 57    | 61   | 63   | 66   | 66   | 64   | 65   | 58   | 55   | 59    | 60    | 58       | 63,3     | 65       | 57,3     | 60,9    |

| Gen               | Feb               | Mar               | Apr               | Mag               | Giu               | Lug               | Ago               | Set               | Ott               | Nov               | Dic               |
| ----------------- | ----------------- | ----------------- | ----------------- | ----------------- | ----------------- | ----------------- | ----------------- | ----------------- | ----------------- | ----------------- | ----------------- |
| 17,8 °C (64,0 °F) | 16,9 °C (62,4 °F) | 17,3 °C (63,1 °F) | 17,9 °C (64,2 °F) | 21,2 °C (70,2 °F) | 25,3 °C (77,5 °F) | 27,9 °C (82,2 °F) | 29,0 °C (84,2 °F) | 27,7 °C (81,9 °F) | 24,9 °C (76,8 °F) | 21,2 °C (70,2 °F) | 19,0 °C (66,2 °F) |

### Città antiche

#### Ayasofya (Colibrasso)
Colybrassus si trova a circa 30 chilometri a nordovest di Alanya, è una cittadina ricca di tracce romane. Sono state ritrovate durante degli scavi molte iscrizioni, che danno importanti informazioni riguardo al periodo storico della città, anche se non è ancora chiaro e dettagliato il passato del luogo dell'insediamento. Il suo nome deriva dall'etnico Colibrassei, antica popolazione che abitava quest'area. Citata dal geografo Tolomeo come importante centro cittadino, nel 113 A. C., in epoca romana ospitò la legione Pontica. In epoca bizantina fu sede di un vescovato e dalla santa patrona della città assunse il nome di Άγια Σοφία (Santa Sofia). 
Dopo il crollo della potenza bizantina in Anatolia, nel 1199 entrò a far parte dei possedimenti del principe armeno Kervard con il nome di “Surp Sope”. Il toponimo armeno derivava direttamente dalla chiesa dedicata a Santa Sofia. Dopo quella data non si hanno più notizia della città.

#### Laertes
La città è situata a circa 24 km ad est di Alanya, in una zona che anticamente veniva denominata la Cilicia Montuosa. I reperti considerevoli, come il viale degli Imperatori, il teatro, l'agorà, le torri di avvistamento, la cavea a semicerchio per dialogare nell'agorà, l'hammam, svariati templi e la necropoli risalgono prevalentemente all'Epoca Romana. La città visse il suo periodo aureo fra il I ed il III secolo, in parallelo al periodo di maggior prosperità dell'Impero romano. È stato luogo anche di un insediamento bizantino.

#### Syedra
Syedra si trova a 23 km a est di Alanya.
La città risale al VII secolo a.C. Si accede alla città, che è circondata da mura e che fu abitata fino al XIII secolo, attraverso una monumentale porta.
Le vestigia che permangono dall'antichità sono l'agorà, il teatro, le cisterne, il tempio, l'acropoli e la necropoli. Si è inoltre arrivati alla considerazione che Syedra era uno degli importanti centri sportivi dell'antichità, grazie alla raccolta di numerose iscrizioni raccolte, che trattano di giochi e gare sportive.

#### Hamaxia
La città, distante 12 km da Alanya, si suppone fosse stata abitata prima del periodo romano, fino all'Ellenismo. L'antica città, che nel II secolo era un piccolo insediamento legato ad Alanya (Korakesion), oggi viene chiamata dalla gente del luogo Sinek Kalesi.

#### Aytap (Iotape)
Questa città è situata a circa 30 km ad est di Alanya; il suo nome della città proviene da Iotapa, consorte di Antioco, re di Commagene. In cima ad un'altura lungo il mare si trova la sua acropoli.

### Grotte marine

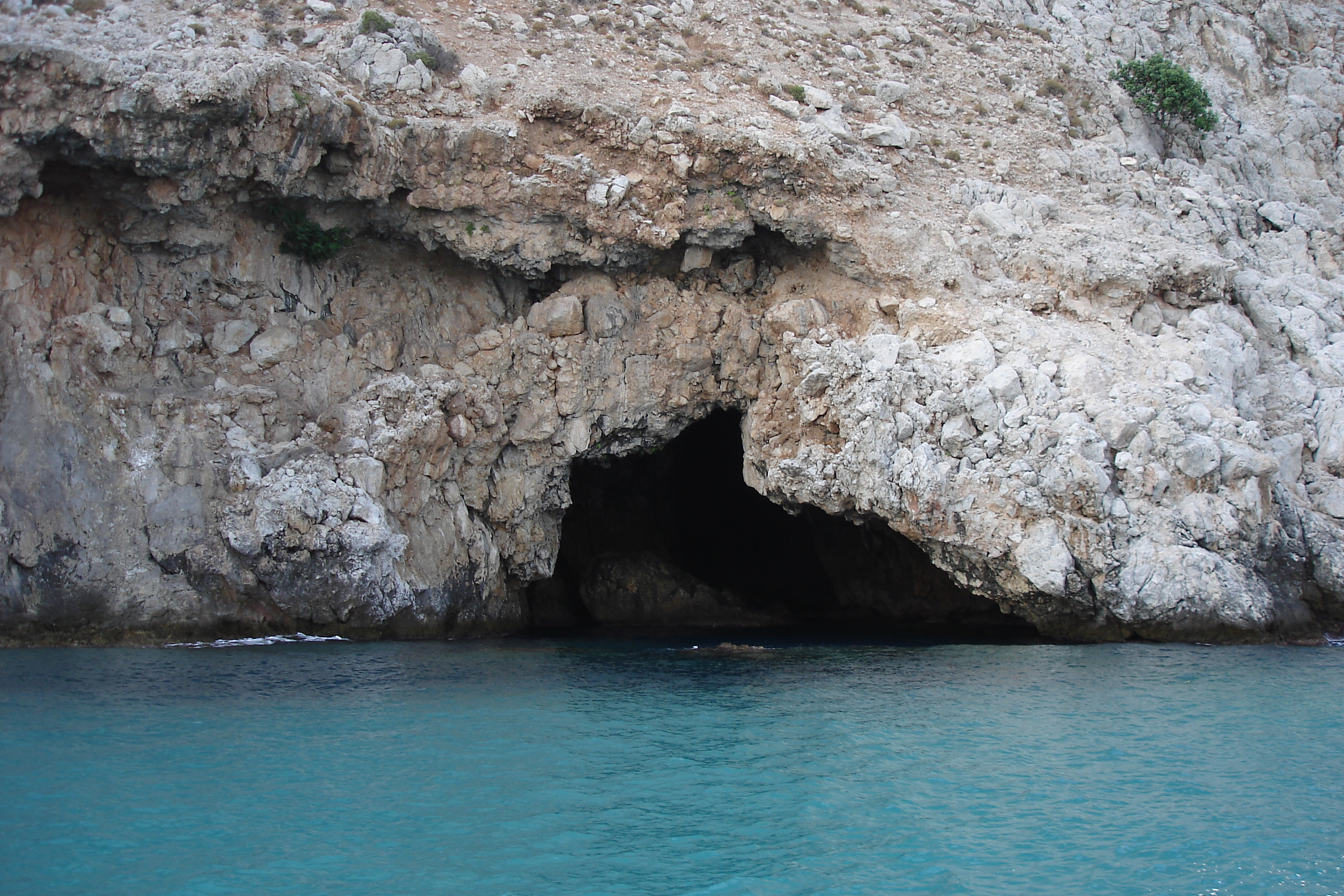
Immagine della Grotta dei pirati

Le grotte marine si trovano a sud e a ovest di Alanya, di conseguenza sotto la superficie marina, e ci si arriva solo con i tour di barche. Per la loro bellezza naturale, per la loro formazione geologica e per fatti leggendari che s'intessono intorno, rappresentano una suggestiva attrattiva turistica.

#### La Grotta dei pirati
Si tratta della prima grotta che si raggiunge dirigendosi a sud della città. Ci si può entrare anche con i barconi grazie alla sua apertura d'ingresso molto ampia. C'è una leggenda che narra che un tempo ci fosse un passaggio segreto per potervici entrare. Da sott'acqua si può osservare il riflesso delle variopinte pietre.

#### La Grotta degli innamorati

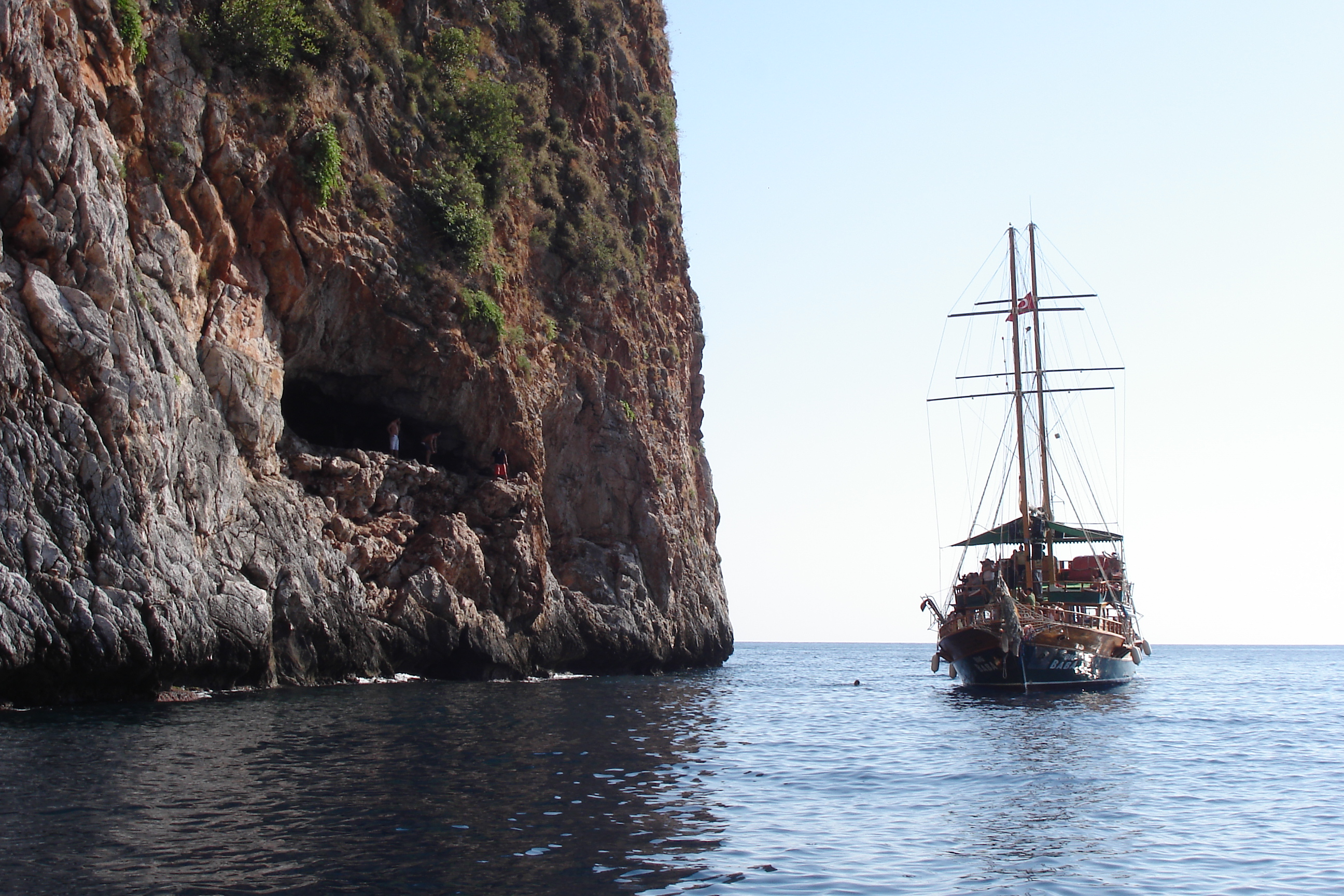
Immagine della Grotta degli innamorati

Chiamata anche Grotta delle donne (in turco Kızlar Mağarası); ci sono diverse storie che narrano l'origine di questa grotta lunga 75 metri e provvista di due ingressi. Secondo una di queste storie, nei tempi passati i pirati ci nascondevano il bottino e le ragazze rapite.

#### La Grotta fosforescente
La grotta fosforescente (in turco Fosforlu Mağara). è così chiamata per la fosforescenza che riflettono le sue rocce sott'acqua, ed è molto luminosa anche di notte. È oggetto di studio dal punto di vista geologico; si può raggiungerla solo con una piccola barca.

### Grotte terrestri
Da un punto di vista naturale ad Alanya vi sono anche grotte di terra importanti. 
Tra queste le più interessanti sono in particolare quelle di Damlataş, Kadıini e Dim.

#### Grotta di Damlataş

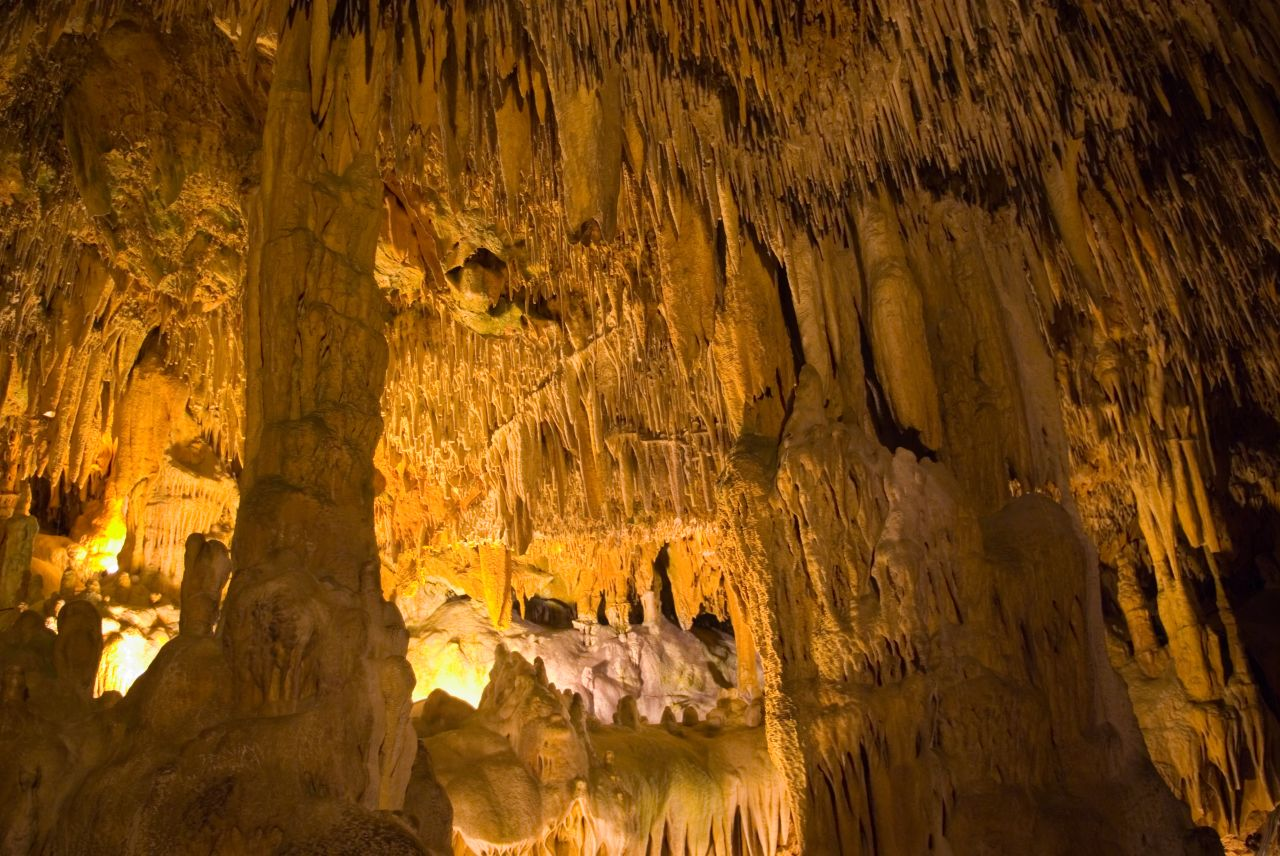
Immagine della grotta di Damlataş.

È stata scoperta nel 1948 quasi per caso; si trova nella parte occidentale della città. La presenza di stalagmiti e stalattiti (presenti da 15 000 anni fa) è sicuramente la caratteristica più importante della grotta. Viene così chiamata per l'acqua che ne sgocciola (damla "goccia", taş "pietra, roccia"). Questa grotta si distingue dalle altre anche perché possiede virtù curative, soprattutto per le malattie respiratorie non di origine allergica o per reumatismi. L'aria nella grotta contiene da 10 fino a 12 volte più anidride carbonica rispetto all'aria normale e ha il 95% di umidità. La temperatura nella grotta è di 22 °C.

#### Grotta Dim
Si trova a 12 km a est di Alanya, sul pendio della montagna di 1649 metri Cebel-i Reis. Ha un'altitudine di 232 m. La prima visita della grotta aperta ai visitatori avviene nel 1998, ed è la seconda grotta più conosciuta da essi. Si è stimato che abbia circa 1 milione di anni. La grotta, con una grande apertura rivolta ad ovest, oltre ad avere le stalattiti e le stalagmiti, ha anche un laghetto sul fondo. Ci sono due percorsi all'interno della grotta: uno è di 50 metri, l'altro di 360.

#### Grotta Kadı İni
È situata a circa 15 km a nord-est di Alanya, in un luogo chiamato Catak. Il numero di stalagmiti e stalattiti presenti è di circa il triplo rispetto a quello della Damlataş Cave. Nel 1957, nel mezzo di alcune ricerche, gli scienziati hanno trovato alcuni scheletri umani e dei fossili. Hanno anche scoperto che i ritrovamenti appartenevano a 20 anni prima. Nelle vicinanze ci sono elle aree pic-nic. La grotta non è visitata molto dai turisti.

### Spiagge
Quasi tutte le spiagge di Alanya sono munite di bandiera blu per il mare nitido e per la qualità dei servizi. Nelle sue acque, d'un azzurro intenso che in certi punti varia in turchese, è possibile vedere a occhio nudo i pesci nel fondo. Mare e sabbia sono a volte arricchite di resti archeologici.

#### Spiaggia di Lara
Viene chiamata “Las Vegas Turca” per la corposa quantità di lussuosi hotel, nightclub e ristoranti. Si estende presso l'omonima cittadina, e si raggiunge da Antalya con servizio di minubus. Si tratta di una delle più famose e lunghe spiagge di tutta la Turchia, oltre ad essere una delle più popolari località turistiche del paese.

#### Spiaggia di Konyaalti
Con un mare cristallino, sabbia dorata e piccoli ciottoli la spiaggia di Konyaalti si estende per 7 chilometri circa a ovest di Antalya. Negli ultimi anni è diventato un centro turistico molto importante. Intorno alla spiaggia si trova il Beach Park, un'area di circa 22 ettari utilizzato per momenti di ricreativi e di relax.

#### Spiaggia di İncekum
Si trova a circa 20 km ad ovest di Alanya, in un'area ricca di pini, molto ricercata per la sua sottile sabbia dorata. Ha un mare poco profondo, ed è circondata da spazi adatti al campeggio.

## Storia
Sul primo insediamento di Alanya non vi sono molte informazioni precise. Delle ricerche effettuate nella grotta Kadini (distante 12 km dal centro della città) dimostrano che la storia della località risale all'età paleolitica.

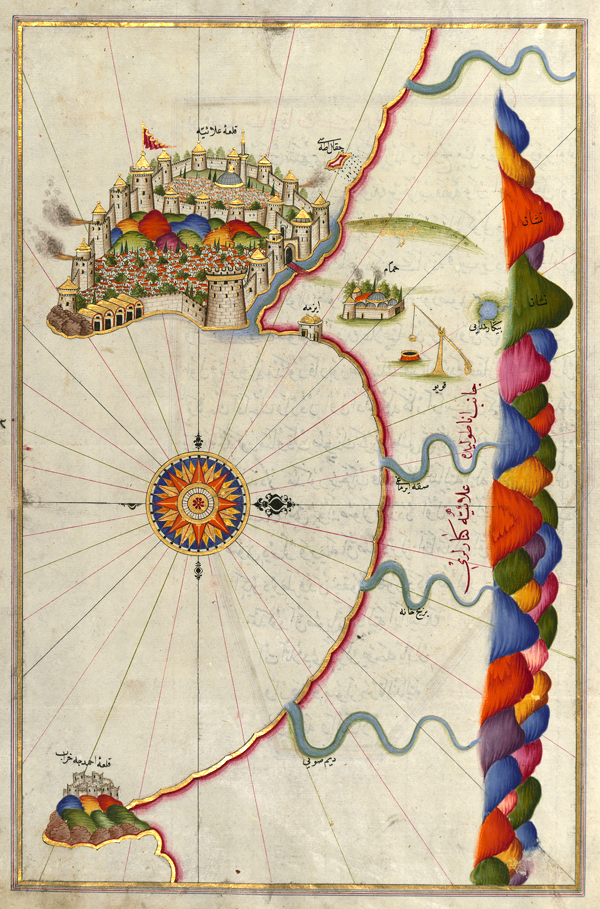
Mappa di Alanya del 1525 che mostra l'estensione della città medievale e la posizione sulla pianura Panfilia, descritta da Piri Reìs.

La città, mentre nel IV secolo a.C. era sotto la dominazione dei Persiani, esportava in Egitto prodotti come il vino e il miele. 
Nel 197 a.C. grazie alle sue poderose mura, si difese con successo dal re Antioco III il Grande, mentre nel 137 a.C. venne usata come rifugio da Diodotos Tryphon e col tempo divenne il centro della pirateria della Cilicia. 
Tale pirateria ebbe fine in seguito alla battaglia navale vinta dal comandante romano Pompeo nel 67 a.C. In seguito a tale battaglia, le terre della regione, conquistate dall'Impero romano, vennero donate dal Generale Romano Marco Antonio alla regina egiziana Cleopatra. La città che nell'antichità passò dal dominio della Cilicia a quello della Panfilia, nel VII e VIII secolo regredì a causa delle guerre e subentrò un periodo di decadimento economico. L'Islam arrivò proprio in questo periodo, più o meno intorno al VII secolo, con incursioni arabe, che hanno portato alla costruzione di nuove fortificazioni.
 
L'area è passata dal controllo bizantino, che perse però la battaglia di Manzikert nel 1071 a favore delle tribù dei turchi selgiuchidi (dove visse il suo periodo aureo), per essere poi restituito nel 1120 a Giovanni II Comneno.
Nel 1221 il sultano Alaaddin Keykubat la ricostruì come sede invernale e base navale della flotta ottomana.
In questo periodo vennero fortificate le mura e vennero costruite la Torre Rossa (Kızıl Kule) e l'Arsenale. Alanya, conquistata nel 1471 dal Sultano Maometto II il Conquistatore, venne inclusa nei confini dell'Impero ottomano. Fu un'importante città portuale che dal XIII al XVIII secolo commerciava via mare con l'Egitto, la Siria, e Cipro. Atatürk, durante un soggiorno in città, le diede il nome di Alanya. Nel 1868 diventa affiliata ad Adalia, mentre nel 1871 diventa un quartiere di questa provincia.
Dopo la prima guerra mondiale, Alanya è stata formalmente spartita nel 1917 dagli Accordi di San Giovanni di Moriana con l'Italia, prima di tornare completamente nella Repubblica turca nel 1923 con il Trattato di Losanna.
Come le altre città di questa regione, Alanya soffrì pesantemente le conseguenze e gli effetti della guerra, e cominciarono ad esserci degli scambi demografici che preannunciavano la Repubblica turca.
Secondo il censimento ottomano del 1893 i Greci presenti nella città ammontava a circa 964 su una popolazione totale di 37.914.
Il turismo nella città ha avuto un forte incremento a partire dal 1960 grazie alla Grotta Damlataş: si dice infatti che abbia delle capacità curative grazie all'aria che circola nella grotta."
La forte crescita demografica fino al 1990 è dovuta alla forte immigrazione verso Alanya; grazie ad essa cominciarono ad esserci i primi segni di modernizzazione delle infrastrutture.
Oggi oltre ad avere un ricco patrimonio storico e culturale, è una delle destinazioni preferite nel Mediterraneo.

## Monumenti e luoghi d'interesse
Tra i monumenti più significativi ed emblematici della città si ricordano la Torre Rossa e il Castello di Alanya. La prima, costruita nel 1226 per ordine del sultano Kaikubad I, è stata progettata da Ebu Ali Reha, originario di Aleppo (Siria). Il nome deriva dal colore dei mattoni utilizzati per la sua costruzione.
Il Castello di Alanya, che comprende in parte la Torre Rossa, è stato costruito su resti di precedenti insediamenti romani e bizantini. Il castello cessò la sua funzione difensiva con l'avvento dell'Impero ottomano nel XIX secolo. Si trova a 250 m sul livello del mare ed è attualmente visitabile.

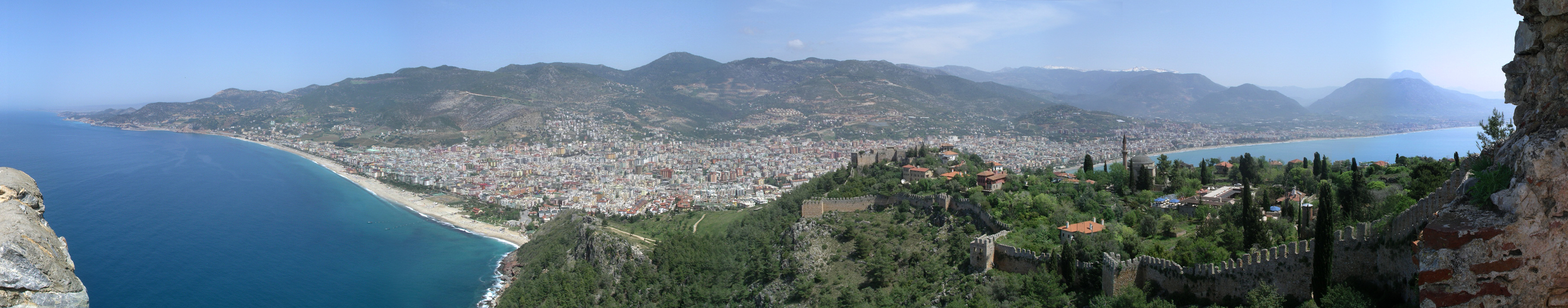
Panorama dal lato ovest di Alanya

## Società

### Evoluzione demografica
| Anno | Distretto | Città  |
| ---- | --------- | ------ |
| 1893 | 37914     | 37914  |
| 1965 | 43459     | 12436  |
| 1970 | 53552     | 15011  |
| 1975 | 63235     | 18520  |
| 1980 | 74148     | 22190  |
| 1985 | 87080     | 28733  |
| 1990 | 129106    | 52460  |
| 2000 | 257671    | 88346  |
| 2007 | 226236    | 91713  |
| 2008 | 233919    | 92223  |
| 2009 | 241451    | 94316  |
| 2010 | 248286    | 98627  |
| 2011 | 259787    | 103673 |

Popolato da sole 87.080 persone nel 1985, il distretto è poi stato "preso d'assalto", avendo nel 2007 una popolazione di 384.949. Questo aumento della popolazione è in gran parte attribuito alla immigrazione verso la città, incrementando la crescita del settore immobiliare. Secondo l'ultima ricerca, effettuata nel 2011, la città è abitata da 103.673 persone, mentre il distretto da 259.787. Durante il periodo estivo la popolazione aumenta a causa di un gran numero di turisti, circa 1,1 milioni all'anno. Essi sono prevalentemente turchi ed europei. La città è sede di molti migranti provenienti dalla regione dell'Anatolia sud-orientale e dalla regione del Mar Nero. Nel primo decennio del XXI secolo, la città ha visto un aumento di immigrati stranieri irregolari provenienti dal Medio Oriente e dall'Asia meridionale, sia per soggiornare che per tentare di entrare nei paesi dell'Unione Europea. A partire dal 2006, 1.217 migranti (naturale non clandestini) abitano ad Alanya e lavorano all'estero. I nomadi Yörük vivono anche nelle montagne del Tauro a nord della città su base stagionale Inoltre vi è una piccola comunità africana discendente dagli schiavi ottomani importati.
Il 99% della popolazione è di fede musulmana, e anche se si trovano molte chiese antiche nel quartiere, non ci sono funzioni cristiane settimanali. 
Nel 2006 aprì con molto clamore una chiesa protestante di lingua tedesca con funzioni stagionali, dopo aver ricevuto il permesso di farlo, nel 2003; questo è senza dubbio un segno della crescente popolazione europea nella città. Nel 2015 la città ha iniziato i lavori di ristrutturazione della chiesa greco-ortodossa di Agios Georgios, nel villaggio di Hacı Mehmetli; la chiesa era utilizzata per funzioni mensili russo-ortodosse. Alanya fornisce anche il Centro culturale Atatürk ai gruppi cristiani per le cerimonie religiose più importanti.

### Numeri telefonici di servizi
- Pronto Informazioni Turistiche: 170[23]
- Guardia Costiera: 158
- Pronto Soccorso: 112
- Polizia: 155
- Gendarmeria: 156
- Pubblica Sicurezza: 153
- Vigili del Fuoco: 110
- Guardia Forestale: 177

### Istruzione e sanità

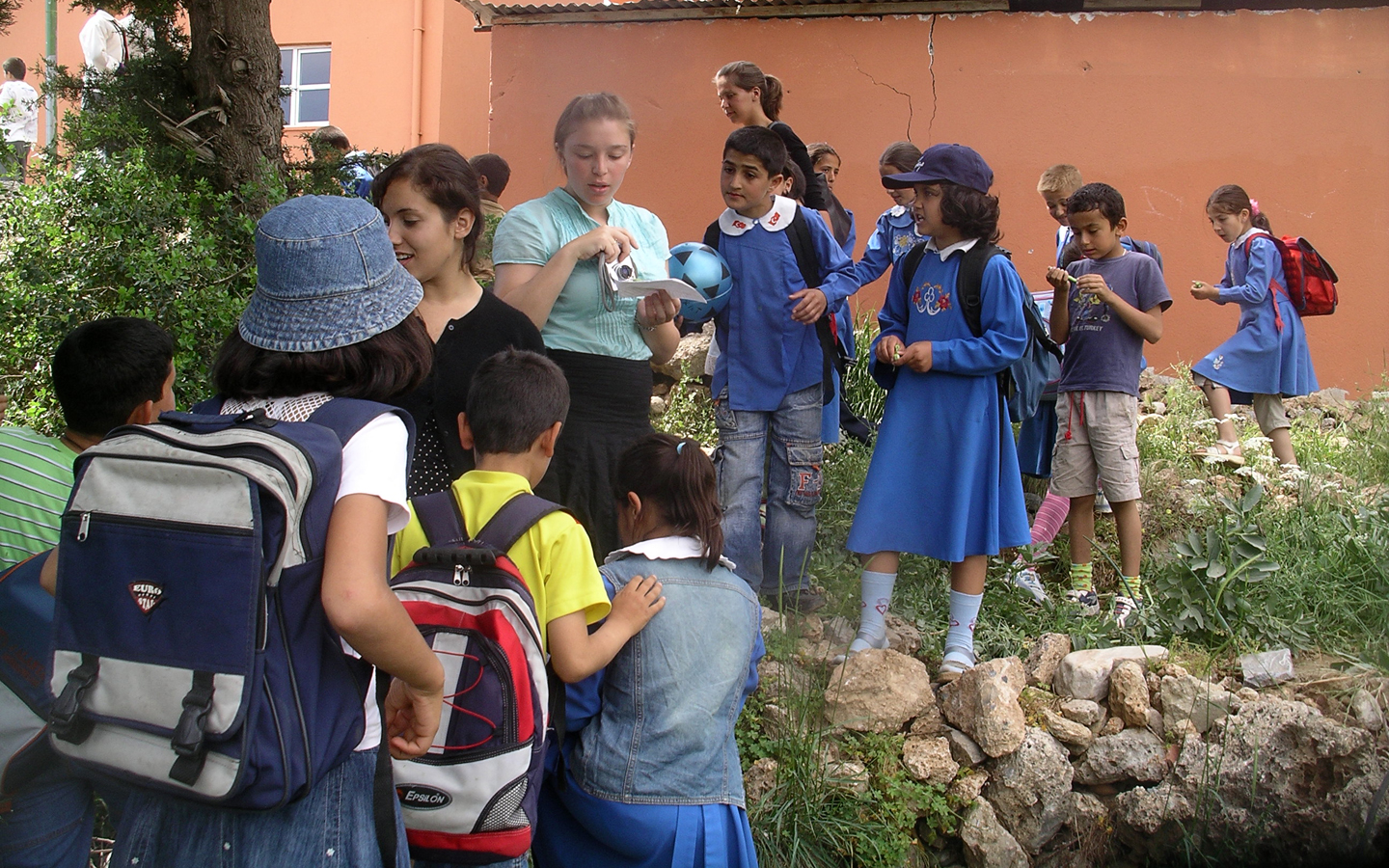
Giovani studenti di Alanya nel giardino della scuola.

La città ha il 95% di alfabetizzazione, e un rapporto di circa 01:24 tra lo studente e l'insegnante. I villaggi rurali sono, tuttavia, svantaggiati dal numero limitato di scuole secondarie rispetto al centro della città.
Nel 2005 la Akdeniz University of Antalya ha lanciato nella città la Facoltà di Economia, simile a un campus che si concentra sul settore del turismo. La scuola ospita una Conferenza internazionale del turismo ogni anno in coordinamento con la Buckinghamshire New University. La città ha nel 2012 provveduto alla costruzione della prima università privata della città La Georgetown University gestisce un programma studi annuale all'estero per gli studenti americani noto come McGhee Center for Eastern Mediterranean Studies. La Başkent University Medical and Research Center of Alanya, una clinica universitaria gestita dalla Başkent University di Ankara è uno dei diciannove ospedali di Alanya. Altri ospedali importanti sono l'Alanya State Hospital (300 posti letto) e la Private Hayat Hospital (90 posti).

## Cultura

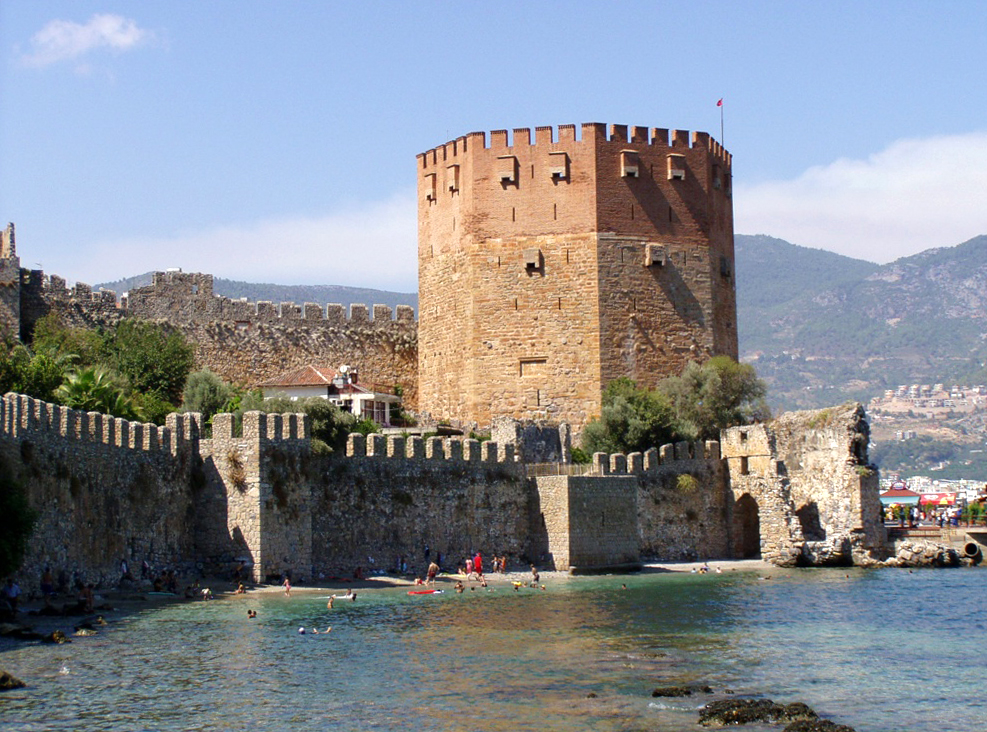
La Torre Rossa (Kızıl Kule) è la sede del museo etnografico della città.

La cultura di Alanya è una sottocultura della più ampia cultura della Turchia. La posizione sul mare della città è fondamentale per molti festival annuali. Questi includono il Tourism and Arts Festival, che segna l'apertura della stagione turistica, che avviene o verso la fine di maggio o all'inizio di giugno. Molto risalto ha anche l'Alanya International Culture and Art Festival, che si svolge nell'ultima settimana di maggio. Un altro festival che ha luogo regolarmente è l'Alanya Jazz Days, che si svolge dal 2002 a settembre o a ottobre a Kizil Kule, che è anche sede del museo etnografico comunale. Questo festival ospita musicisti jazz turchi e internazionali in una serie di cinque concerti gratuiti.
La Alanya Chamber Orchestra, formata da membri della Antalya State Opera and Ballet, ha eseguito la sua première il 7 dicembre 2007. La International Alanya Stone Sculpture Symposium, organizzata dal 2004, si svolge durante il mese di novembre. L'Alanya Documentary Festival è stato organizzato a partire dal 2001 dalla Alanya Cinémathèque Society con l'ausilio della Association of Documentary Filmmakers. Mehmet Arif Onat Kutlar, sceneggiatore, poeta e saggista turco, e fondatore dell'International Istanbul Film Festival è nato ad Alanya, così come l'attrice Sema Önür.
La visita di Atatürk ad Alanya è celebrata ogni 18 febbraio vicino al Museo della casa di Atatürk.

### Museo della casa di Atatürk
La casa fu acquistata dal Ministero della Cultura nel 1928 e adibito nel 1942 a museo, da Tevfik Azakoğlu, proprietario dell'abitazione dove soggiornò Mustafa Kemal Atatürk insieme alla madre e alla sorella, il fondatore della Repubblica di Turchia, durante una visita che fece ad Alanya il 18 febbraio 1935. Il museo è strutturato su tre piani, circondato da un giardino, mentre nel suo ingresso sono esposti oggetti personali e fotografie di Atatürk, il telegramma che egli aveva spedito agli abitanti di Alanya ed altri documenti storici. Invece il piano superiore è arredato con oggetti etnografici di una tradizionale casa di Alanya.

### Media

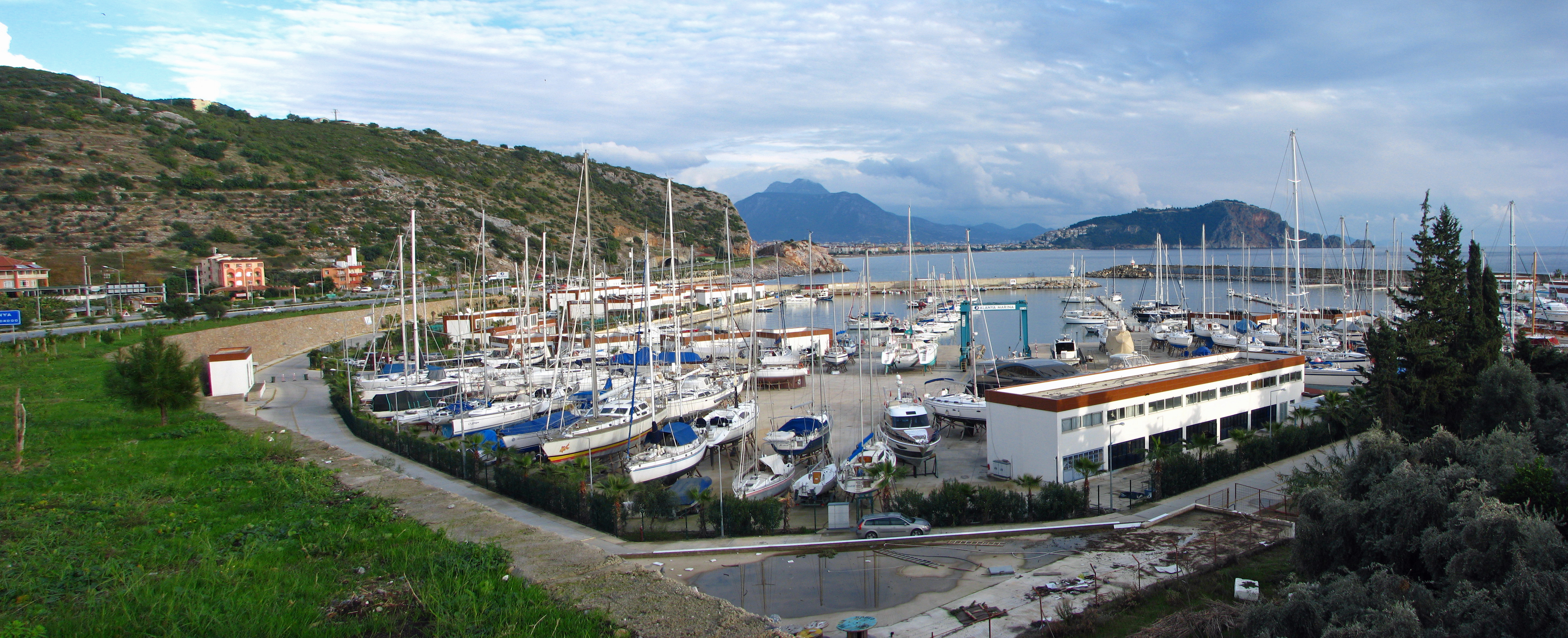
Immagine dell'Alanya Marina, inaugurata nel 2010 ad un costo di $ 10 milioni, offre lo spazio a 437 navi.

Alanya ha 10 quotidiani locali. Uno di questi è Yeni Alanya, che comprende la rivista di lifestyle Orange, disponibile in turco, tedesco, e inglese. Inoltre sono pubblicati due giornali in lingua nativa tedesca, l'Aktuelle Türkei Rundschau e l'Alanya Bote, scritti per la comunità dei residenti di lingua tedesca e per i visitatori. 
Per gli stranieri viene pubblicata mensilmente la rivista Hello Alanya, disponibile in olandese e inglese. Il giornale regionale, Riviera News, viene stampato in inglese ed è ampiamente disponibile a Alanya. Questo giornale è di proprietà di Donna Boyle. Dalla città vengono trasmesse cinque stazioni radio.

### Eventi
Si svolgono, inoltre, anche altri eventi:
- Torneo Internazionale di Basket da strada (aprile)
- Duatlon (Bicicletta e Corsa) (12 maggio)
- Torneo Internazionale di Handball da strada (25-30 giugno)
- Football da spiaggia (4-16 luglio)
- Beach volley (luglio)
- Gara Internazionale di Mountainbike (13 ottobre)

## Economia
L'industria del turismo ad Alanya vale poco meno di 1,1 miliardi di euro all'anno, ed è infatti la principale industria della città. La zona è anche nota per i suoi numerosi frutteti, in particolare per i limoni e le arance, e per i grandi raccolti di pomodori, banane e cetrioli. Circa 80.000 tonnellate di agrumi sono stati prodotti nel 2006 in 16.840 ettari (41.600 acri). La susina e l'avocado stanno diventando negli ultimi anni la frutta più popolare nei primi mesi, visto che ormai gli agrumi non sono più redditizi.
Nonostante la posizione sul mare, pochi abitanti si guadagnano da vivere sul mare, e l'industria della pesca non è molto sviluppata. Nei primi anni del 1970, quando il patrimonio ittico stava perdendo valore, è stato sviluppato un sistema di rotazione per preservare questo settore. Nel 2007 la gente del posto ha protestato la creazione di alcune catene di supermercati e negozi di abbigliamento molto più grandi rispetto a quelli già presenti nella città, che hanno quindi aperto delle nuove filiali.
A partire dal 2003, con l'eliminazione provvisoria delle restrizioni sugli acquisti di terreni da parte di stranieri, il settore immobiliare in città è diventato molto redditizio, con la costruzione di molte nuove case private e di condomini per i residenti europei ed asiatici che pernottano nella città solo per qualche giorno. In Turchia il 29,9% delle case acquistate da stranieri avvengono in Alanya; nella provincia di Antalya 69 case su 100 sono comprate da immigrati. Sono in rari casi gli acquirenti sono degli investitori.
La maggior parte degli edifici non può superare i 6,5 metri. I grattacieli si trovano solo a ovest e a est della città, preservando l'orizzonte centrale a scapito però di un aumento del turismo, visto che spesso i grattacieli sono utilizzati come hotel. I due margini della città (in questo caso l'est e l'ovest) hanno comunque avuto un'espansione incontrollata, cercando quindi di riparare il "danno turistico" degli altri due punti cardinali.

### Turismo
Il primo motel moderno in città è stato costruito nel 1958, considerato un anno molto importante per il settore turistico ad Alanya; in seguito sono stati costruiti molti alberghi per accogliere l'afflusso di turisti, e la città nel 2007 possiede 157.000 letti. Molti turisti, soprattutto scandinavi, tedeschi, russi e olandesi, trascorrono regolarmente le loro vacanze ad Alanya durante i mesi più caldi. Essi sono attratti dalla zona grazie ai prezzi degli immobili, al clima caldo, alle spiagge sabbiose, all'accesso ai siti storici di Antalya, e dalla cucina.
Altre attività turistiche all'aperto includono windsurf, parasailing e banana boat. Le attrazioni principali includono il più grande parco acquatico d'Europa, Sealanya, e la pista di go-kart più grande della Turchia. Anche le stagioni di caccia attraggono qualche turista; le prede più cacciate sono sicuramente la capra selvatica, il maiale e la pernice.
Dopo il 2005 il settore turistico è stato colpito pesantemente per varie ragioni. Alcune di queste sono l'aumento della violenza del Partito dei Lavoratori del Kurdistan (PKK) e le Caricature di Maometto sullo Jyllands-Posten. I funzionari di Alanya hanno risposto al problema con una serie di iniziative pubblicitarie, tra cui la cottura della torta più lunga del mondo il 26 aprile 2006, entrata nel Guinness dei primati. L'economia ha anche sofferto il fatto di aver compiuto più di 20.000 investimenti di proprietà in eccesso. Si è registrato inoltre un calo del circa 85% nel periodo 2009-2011 dei turisti israeliani, che arrivavano in città con le navi da crociera. Questo è dovuto in parte a causa dei rapporti tesi da Israele e Turchia.

## Infrastrutture e trasporti
L'aeroporto di Antalya è distante 121 chilometri dalla città. Il nuovo aeroporto di Gazipaşa, aperta nel luglio 2010, si trova a soli 14,5 km da Alanya.
Non sono presenti stazioni ferroviarie nell'intero distretto. Per raggiungere le località turistiche vi sono i dolmuş che partono dal centro della città. Il trasporto nella città viene realizzato con taxi e autobus pubblici.

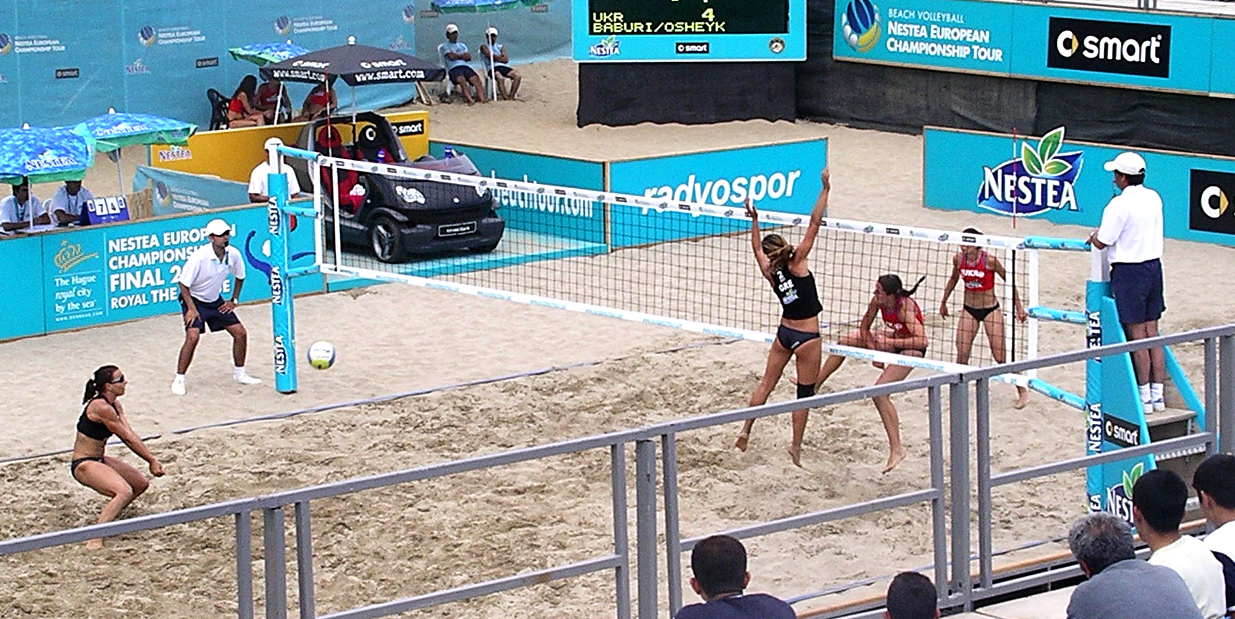
Squadre femminili nel torneo 2006 di beach volley

## Amministrazione

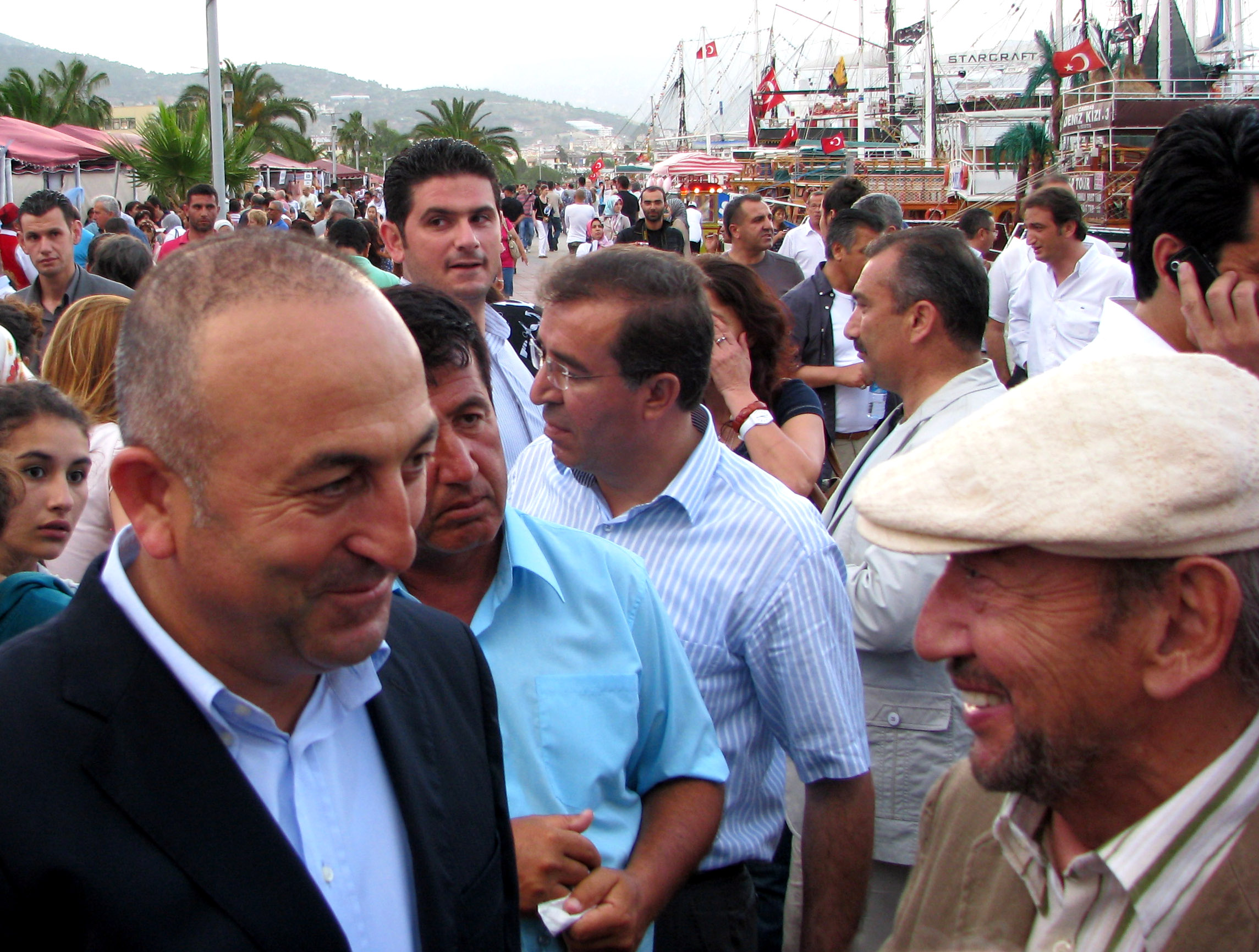
Mevlüt Çavuşoğlu (a sinistra, membro del Partito della Nazione) è stato anche presidente dell'Assemblea parlamentare del Consiglio d'Europa.

Alanya è diventata un comune nel 1872, eleggendo il suo primo sindaco (Ahmet Asim Bey) nel 1901.
Il distretto di Alanya è suddiviso in 17 comuni, tra cui il centro della città, e 92 villaggi. Alanya è fortemente influenzata dal governo provinciale di Antalya e dal governo nazionale di Ankara, che nomina un governatore per il distretto; attualmente egli è il Dr. Hulusi Doğan. Anche se Alanya ha fatto parte della Provincia di Antalya dall'affermazione dell'Impero ottomano, molti politici locali hanno sostenuto la creazione di una provincia di Alanya indipendente, una posizione sostenuta da diverse associazioni di residenti stranieri.
A livello nazionale, nelle Elezioni parlamentari del 2007, nella provincia si afferma il Partito per la Giustizia e lo Sviluppo, seguito dal Partito Popolare Repubblicano e dal True Path Party.
Mevlüt Çavuşoğlu, del Partito per la Giustizia e lo Sviluppo, è l'unico Parlamentare nato ad Alanya ad essere ministro per gli Affari Esteri (ruolo che svolge tuttora nel Governo Davutoğlu). È stato inoltre ministro per gli Affari Europei dal 26 dicembre 2013 al 29 agosto 2014 del Governo Erdoğan.

### Sindaci
Da quando è diventato un "Belediye" (comune) nel 1872, Alanya ha avuto diciotto sindaci. 
1. Ahmet Asim Bey (1901 - 1904)
2. Hacı Hafız Kadri (1904 - 1905)
3. Ahmet Talat (1905 - 1927)
4. Hüsnü Şifa (1927 - 1930)
5. Hüseyin Hacikadiroğlu (1930 - 1936)
6. Hüseyin Okan (1936 - 1942)
7. Şükrü Ulusoy (1942 - 1950)
8. Mithat Görgün (1950 - 1959)
9. Yahya Barcin (1959 - 1960)
10. İzzet Azakoğlu (1963 - 1973)
11. Eşref Kahvecioğlu (1973 - 1980)
12. Şevket Tokuş (1980 - 1982)
13. Sıtkı Ulu (1982 - 1984)
14. Müstakbel Dim (1984 - 1989)
15. Cengiz Aydoğan (1989 - 1999)
16. Mustafa Bekar (1999 - 1999)
17. Hasan Sipahioğlu (1999 - 2014)
18. Adem Murat Yücel (2014–presente)

### Gemellaggi
| - Almuñécar, Spagna - Borås, Svezia - Fushun, Cina - Gladbeck, Germania | - Keszthely, Ungheria - Nea Ionia, Grecia - Mosca, Russia - Murmansk, Russia | - Rovaniemi, Finlandia - Schwechat, Austria - Špindlerův Mlýn, Repubblica Ceca - Talsi, Lettonia | - Trakai, Lituania - Wodzisław Śląski, Polonia - Ulcinj, Montenegro - Šilutė, Lituania |

## Sport

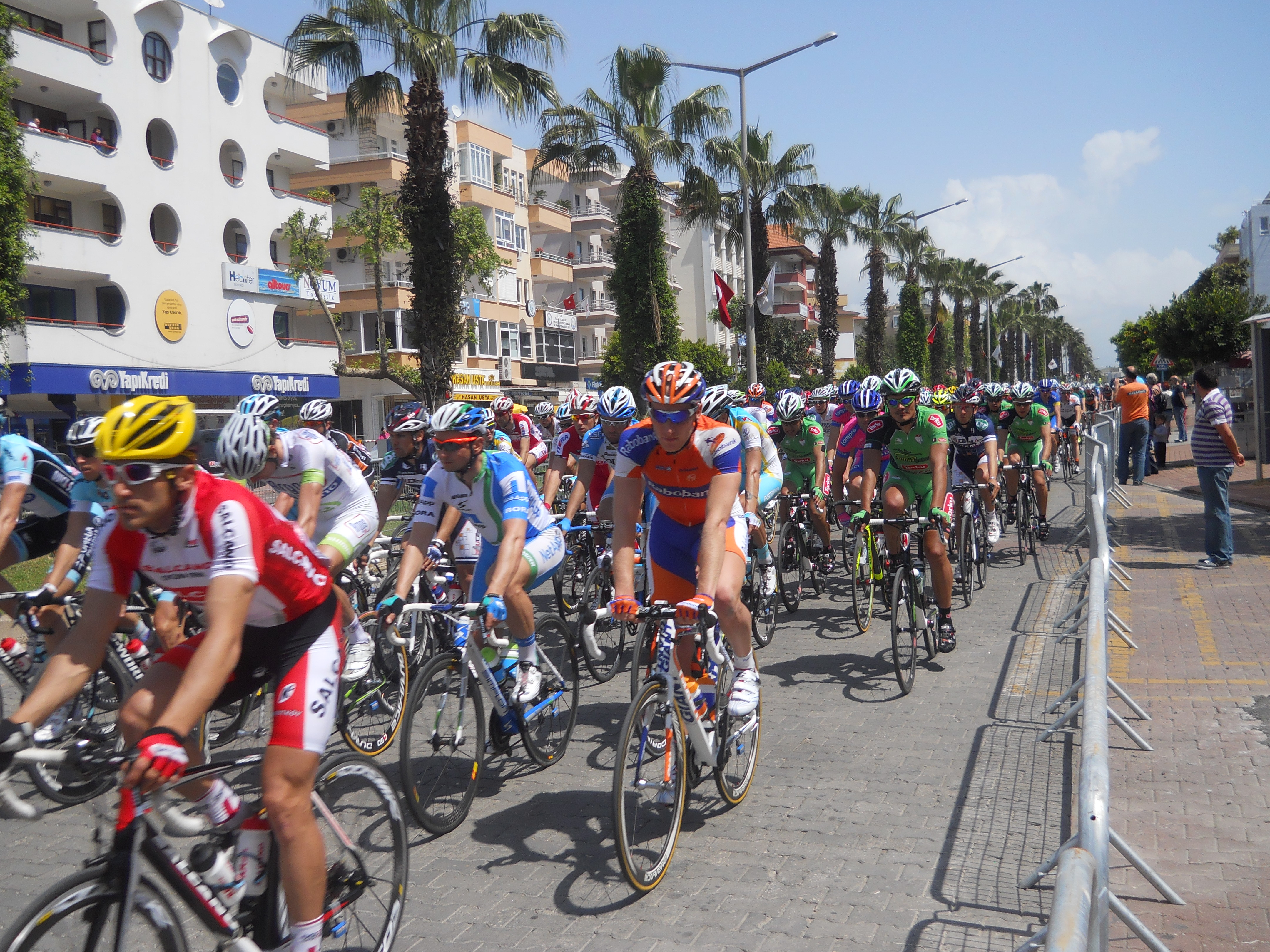
Il Giro di Turchia attraverso le strade di Alanya nel 2012.

Alanya ospita la squadra di pallacanestro femminile, l'Alanya Belediye, inizialmente militante nella prima divisione (Kadınlar Basketbol Süper Ligi), per poi retrocedere nel 2002.
La città ospita altresì una squadra di calcio di Süper Lig, l'Alanyaspor.
Il club calcistico fu fondato nel 1948 e giocava le partite in casa presso lo Stadio Nazionale dell'Indipendenza. Ha militato in seconda divisione dal 1988 al 1997 e dal 2014 al 2016. La squadra si è infine guadagnata la promozione in Süper Lig al termine del campionato 2015-2016, chiuso al terzo posto finale: nei play-off che hanno decretato la promozione la squadra ha dapprima superato il Balıkesirspor e poi l'Adana Demirspor, quest'ultima per 3-1 ai tiri di rigore.
Nel 2007 la città ha deciso di costruire un nuovo impianto sportivo dedicato al calcio, con l'intento di ospitare le competizioni invernali tra le grandi squadre.
La posizione costiera di Alanya rende la città adatta per gli eventi di triathlon, che si svolgono annualmente nell'ambito della serie internazionale di International Triathlon Union, che si tiene ogni ottobre dal 1990.
Ad Alanya vivono i gemelli Can e Deniz Öncü, piloti di Moto3.